# Zablatje Posavsko
Zablatje Posavsko – wieś w Chorwacji, w żupanii zagrzebskiej, w mieście Velika Gorica. W 2011 roku liczyła 61 mieszkańców.